# Rdumijiet ta´ Malta: Ix-Xaqqa sa Wied Moqbol
Rdumijiet ta´ Malta: Ix-Xaqqa sa Wied Moqbol este o arie protejată (arie de protecție specială avifaunistică — SPA) din Malta întinsă pe o suprafață de 142,7 ha, integral pe uscat.

## Localizare
Centrul sitului Rdumijiet ta´ Malta: Ix-Xaqqa sa Wied Moqbol este situat la coordonatele 35°49′27″N 14°26′52″E / 35.8242°N 14.4477°E.

## Înființare
Situl Rdumijiet ta´ Malta: Ix-Xaqqa sa Wied Moqbol a fost declarat arie de protecție specială avifaunistică în august 2006 pentru a proteja 2 specii de animale.

## Biodiversitate
Situată în ecoregiunea mediteraneană, aria protejată nu include niciun habitat protejat.
La baza desemnării sitului se află mai multe specii protejate de  păsări (2): Calonectris diomedea, Puffinus yelkouan.